# Mārsimik La
Mārsimik La är ett bergspass i Indien.   Det ligger i unionsterritoriet Ladakh, i den norra delen av landet, 600 km norr om huvudstaden New Delhi. Mārsimik La ligger 5 583 meter över havet.
Terrängen runt Mārsimik La är kuperad västerut, men österut är den bergig.  Trakten runt Mārsimik La är nära nog obefolkad, med mindre än två invånare per kvadratkilometer. Trakten runt Mārsimik La är ofruktbar med lite eller ingen växtlighet.